# Camp Ashcan

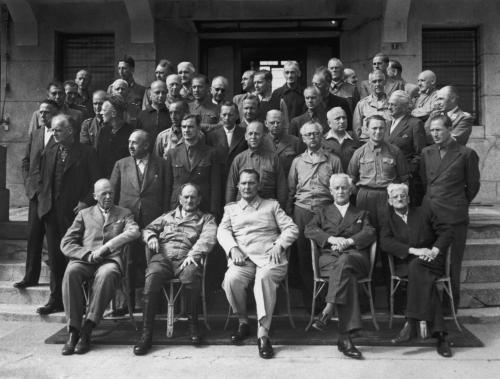
La « classe de 45 » : Prisonniers dAshcan posant pour une photo de groupe en août 1945. Au centre de la rangée du bas, Hermann Göring.

Le Central Continental Prisoner of War Enclosure No. 32, portant le nom de code Ashcan, était un camp de prisonniers de guerre allié situé dans le Palace Hôtel de Mondorf-les-Bains, au Luxembourg, pendant la Seconde Guerre mondiale. Opérant de mai à août 1945, il a servi de station de traitement et de centre d'interrogatoire pour des dirigeants nazis survivants avant leur procès à Nuremberg, y compris Hermann Göring et Karl Dönitz. 
Un homologue britannique d'Ashcan, le Camp Dustbin dans le château de Kransberg (en), près de Francfort-sur-le-Main, abritait des prisonniers ayant un rôle plus technique, notamment Albert Speer et Wernher von Braun. 

## Histoire

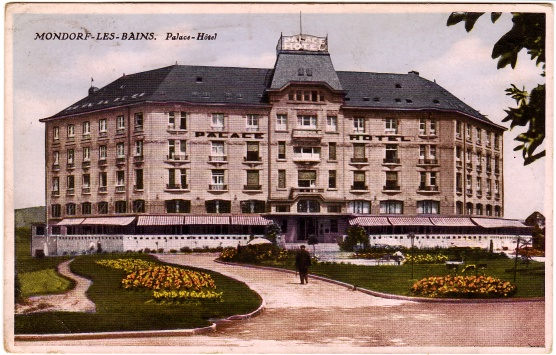
Le Palace Hotel avant la guerre.

Le camp a été établi par ordre du commandement allié.  Il était commandé par le colonel de l'armée américaine Burton C. Andrus (en) et composé d'hommes du 391e bataillon anti-aérien américain, des services de renseignement alliés et de 42 prisonniers de guerre allemands sélectionnés pour leurs compétences, y compris un coiffeur, un dentiste, un médecin et même un directeur d'hôtel.  
L'endroit choisi pour le camp est le Palace Hotel, un hôtel de luxe de quatre étages dominant la petite ville thermale, qui avait été utilisé plus tôt en 1945 comme un logement pour les troupes américaines.  L'hôtel a été transformé en une zone de haute sécurité avec une clôture de barbelés électrifiée de 4,5 m de haut, des tours de garde avec des mitrailleuses et des lampes à arc.  La sécurité est si stricte que même la police militaire qui garde le périmètre ne sait pas ce qui se passait à l'intérieur. Les conditions dans la prison sont spartiates et le mobilier de l'hôtel est remplacé par des lits de l'armée et des tables pliantes.  
Le 10 août 1945, les prisonniers sont transférés à Nuremberg pour y être jugés, et le camp est dissous peu de temps après. Le bâtiment continue de servir d'hôtel jusqu'en 1988, date à laquelle il est démoli pour faire place à un spa plus moderne.

## Prisonniers
Les prisonniers d'Ashcan comprennent la plupart des accusés dans les procès de Nuremberg et d'autres hauts dignitaires nazis, tels que: 
- Reichsmarschall Hermann Göring
- Joachim von Ribbentrop, ministre des Affaires étrangères
- Robert Ley, chef du Front du travail allemand
- Generalfeldmarschall Wilhelm Keitel, chef de l'Oberkommando der Wehrmacht
- Generaloberst Alfred Jodl
- Großadmiral Karl Dönitz
- Fritz Sauckel, Plénipotentiaire général pour le déploiement de la main-d'œuvre
- Walther Funk, ministre de l'Économie, président de la Reichsbank
- Hans Frank, gouverneur général de Pologne
- Wilhelm Frick, ministre de l'Intérieur
- Arthur Seyß-Inquart, gouverneur des Pays-Bas
- Julius Streicher, éditeur de Der Stürmer
- Johann Ludwig Graf Schwerin von Krosigk, ministre des Finances
- Generalfeldmarschall Gerd von Rundstedt
- Generalfeldmarschall Albert Kesselring
- Albert Göring, frère d'Hermann Göring, libéré plus tard sans inculpation